# Trichagnia fuscomaculata
Trichagnia fuscomaculata är en skalbaggsart som beskrevs av Stefan von Breuning 1938. Trichagnia fuscomaculata ingår i släktet Trichagnia och familjen långhorningar. Inga underarter finns listade i Catalogue of Life.